# Woodman Point
Woodman Point är en udde i Australien. Den ligger i kommunen City of Cockburn och delstaten Western Australia, omkring 23 kilometer sydväst om delstatshuvudstaden Perth.
Runt Woodman Point är det ganska tätbefolkat, med 207 invånare per kvadratkilometer.. Närmaste större samhälle är Rockingham, omkring 16 kilometer söder om Woodman Point. 
Runt Woodman Point är det i huvudsak tätbebyggt. Genomsnittlig årsnederbörd är 1 018 millimeter. Den regnigaste månaden är maj, med i genomsnitt 176 mm nederbörd, och den torraste är februari, med 9 mm nederbörd.
Woodman Point är ett populärt ställe för draksurfning.